# 新疆五针松
新疆五针松（学名：Pinus sibirica），又名西伯利亚红松，为松科松属的植物。其种加词“sibirica”意为“西伯利亚的”。分布于俄罗斯以及中国大陆的新疆等地，生长于海拔1,600米至2,350米的地区，目前已由人工引种栽培。